# Nueva canción

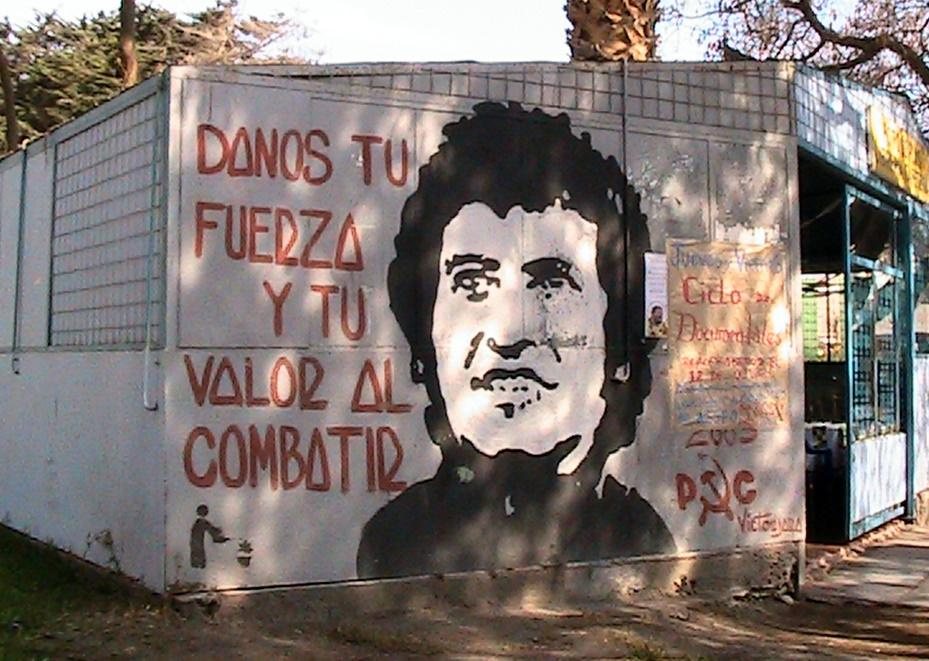
Murmålning av Victor Jara.

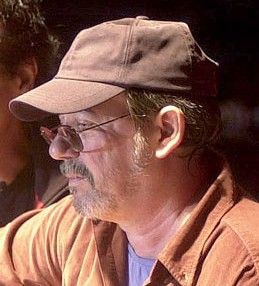
Den kubanske musikern Silvio Rodriguez 25 maj 2004.

Nueva canción (sp. ny sång) är en latinamerikansk musikrörelse som uppstod i mitten av 1960-talet i Chile och snabbt spreds till framför allt Argentina och Uruguay.

## Historik
Musiken handlar för det mesta om fattigdom, orättvisa och demokrati.  Under 1970-talet var Victor Jara den populäraste med sina sånger, men också många andra som Inti-Illimani, Violeta Parra och Quilapayún var framgångsrika i genren.
När militärkuppen i Chile inträffade 1973 blev Victor Jara mördad och många tvingades att fly ut ur landet; bland dem Inti-Illimani och Quilapayún. All musik som motsatte sig militärstyret censurerades, och så småningom dog nueva canción-rörelsen ut i Chile.

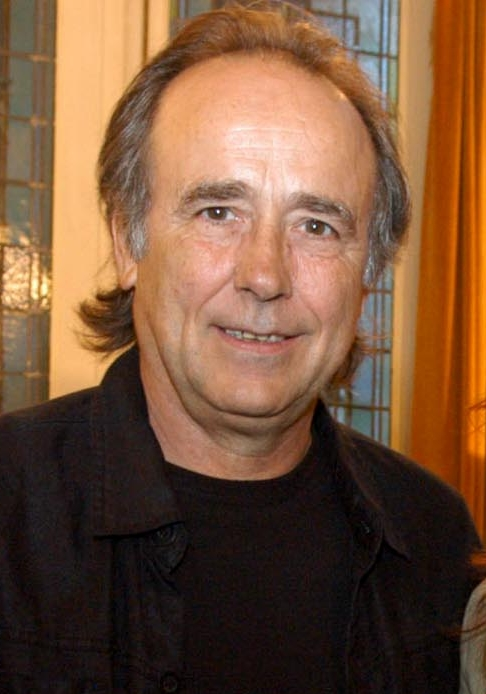
Joan Manuel Serrat, aktiv inom den relaterade nova cançó.

Under de kommande åren fortsatte musikrörelsen dock att spridas i delar av Latinamerika och till delar av Europa, bland annat genom de sydamerikanska musiker som befann sig i landsflykt. På Kuba inspirerades musikstilen nueva trova av nueva canción-rörelsen, och i Katalonien i Spanien startade Joan Manuel Serrat och andra den relaterade nova cançó. Även musiken i Portugal påverkades.

## Viktiga musiker

### Chile på 1960- och 1970-talet
- Victor Jara
- Violeta Parra
- Inti-Illimani
- Quilapayún
- Patricio Manns

### Idag aktiva musiker inom genren
- Silvio Rodríguez - Kuba
- Gilberto Gil - Brasilien
- Pablo Milanés - Kuba